# Richard-Wagner-Stätten Graupa
In Graupa (seit 1998 eingemeindet nach Pirna), unweit von Dresden, befinden sich ein Richard-Wagner-Museum (Lohengrinhaus) und das größte Denkmal Wagners im Liebethaler Grund in der Sächsischen Schweiz. Während seiner Zeit als Hofkapellmeister in Dresden (1842–1849) nahm Richard Wagner im Sommer 1846 für einige Wochen (15. Mai bis 20. Juli) „Urlaub“ und wohnte mit seiner Frau Minna im Schäferschen Gut, um seine Oper Lohengrin zu konzipieren. In Graupa entstanden wesentliche Teile der Lohengrin-Komposition. Wagner blickte auch später gerne auf die schöne Zeit in Graupa zurück und besuchte seine Wirkungsstätte auch mit seiner Familie nochmals am 8. September 1881.

## Gedenkstätte Lohengrinhaus

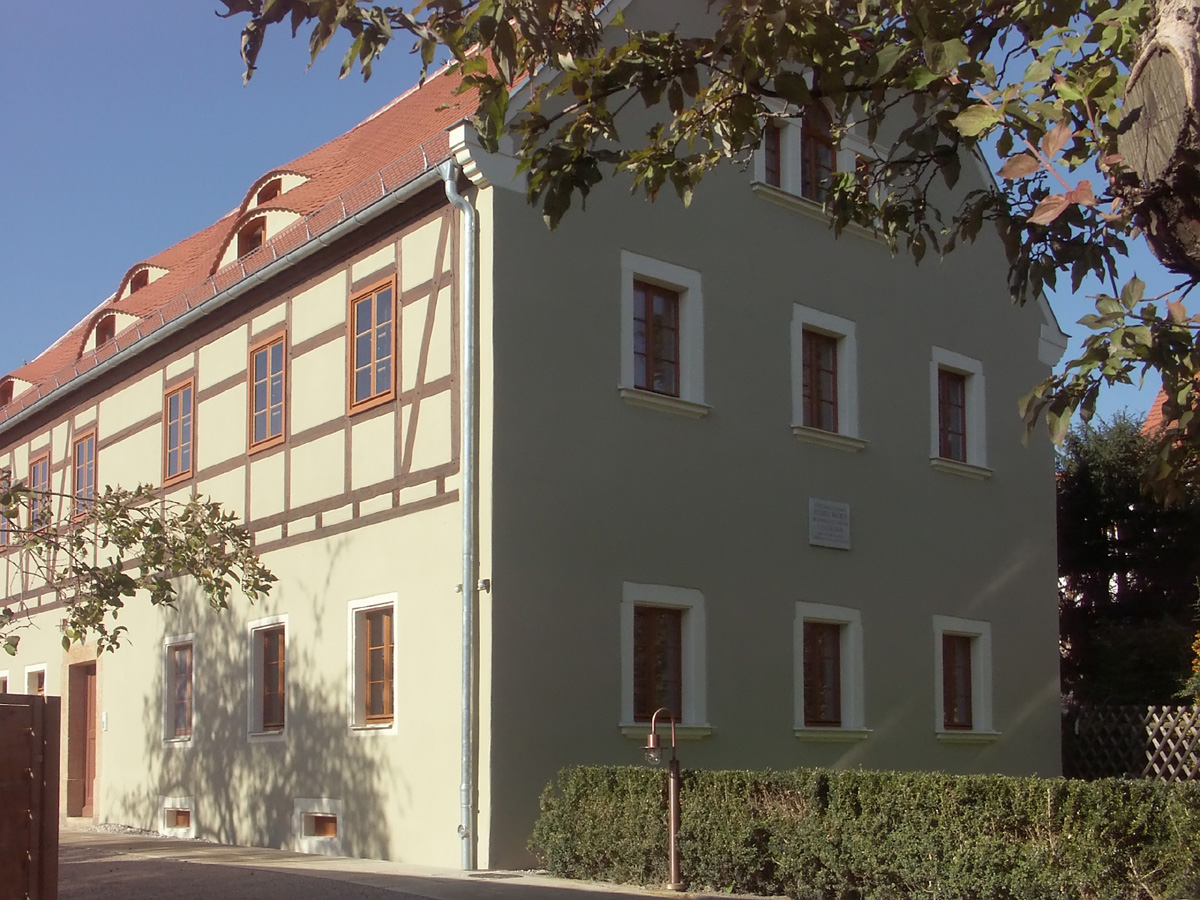
Das Lohengrinhaus

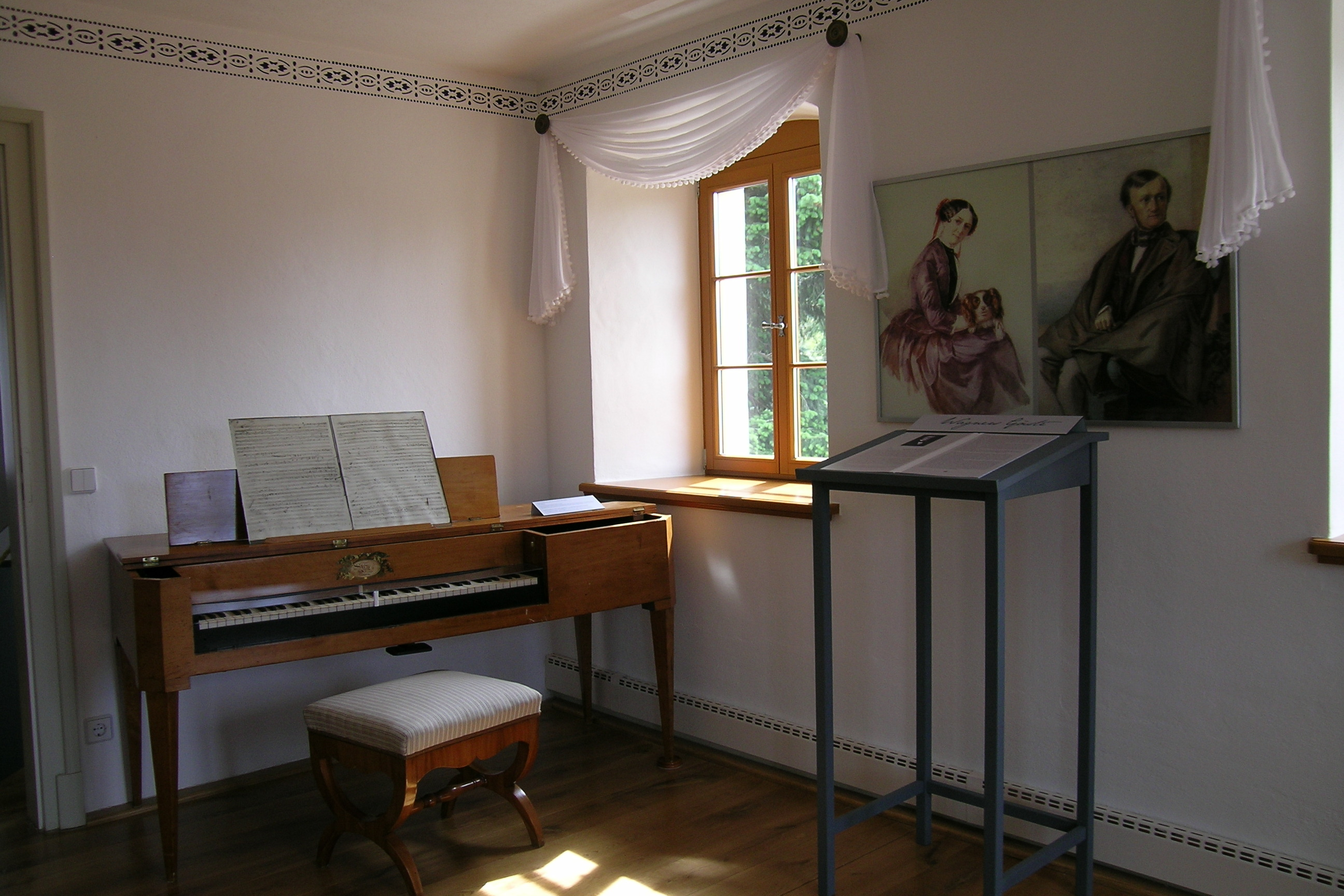
Wagners Arbeitszimmer

Eine erste Lohengrin-Gedenktafel brachte Gustav Adolph Kietz am Schäferschen Gut (Karte) 1894 an. Im Jahre 1907 gründete Max Gaßmeyer aus Dresden dort das weltweit erste Richard-Wagner-Museum. Nach vorübergehender anderweitiger Nutzung übernahm die Gemeinde 1935 das Gebäude mit Museum und machte es für die Öffentlichkeit zugänglich. Nach dem Kriege wurde es wiederum anderweitig genutzt und nach einer umfangreichen Renovierung 1982 wiedereröffnet. Ab 2005 musste es grundsaniert werden und konnte zum 100-jährigen Museumsjubiläum im Jahre 2007 abermals wiedereröffnet werden. Es sind verschiedene Räume zu besichtigen, die mit Möbeln aus der Zeit Wagners ausgestattet sind. Weiterhin werden Schriften und Texte Richard Wagners präsentiert. Im kleinen Saal finden regelmäßig Lesungen und Konzerte statt.

## Jagdschloss

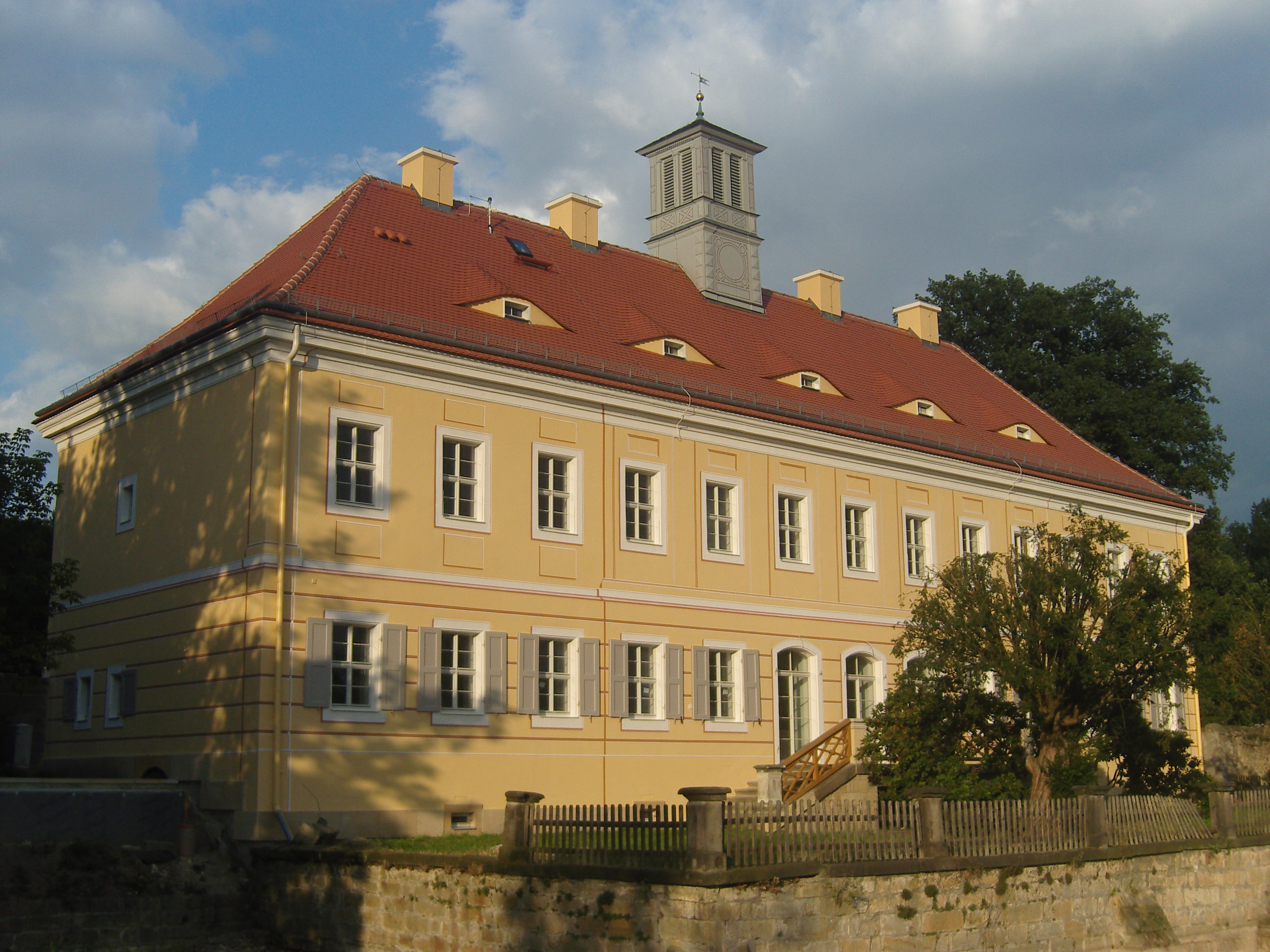
Das Jagdschloss

Im Juli 2011 wurde das nahe gelegene Jagdschloss (Karte) aus dem 18. Jahrhundert als Richard-Wagner-Museum eingerichtet. Dort setzt man sich mit dem Thema Richard Wagner in Sachsen auseinander, denn Wagner verbrachte über 25 Jahre seines Lebens in Sachsen (Kindheit in Leipzig und Dresden, Hofkapellmeister in Dresden) und schrieb bzw. konzipierte dort viele seiner Werke (Frühwerke, Tannhäuser, Lohengrin, Siegfrieds Tod). Die Finanzierung der Museumsausstattung wurde durch Spenden in Höhe von rund einer Million Euro gesichert.
2013 schenkt die Bühnenbildnerin Erika Simmank-Heinze dem Museum 31 Blätter ihrer Entwürfe der Kostüme für die Inszenierung des Lohengrin 1983 an der Deutschen Staatsoper.
Um und in dem Schlosspark wurde ein Richard-Wagner-Wanderweg mit einer Reihe von Informationstafeln über seinen Lebensweg eingerichtet.

## Denkmal Liebethaler Grund

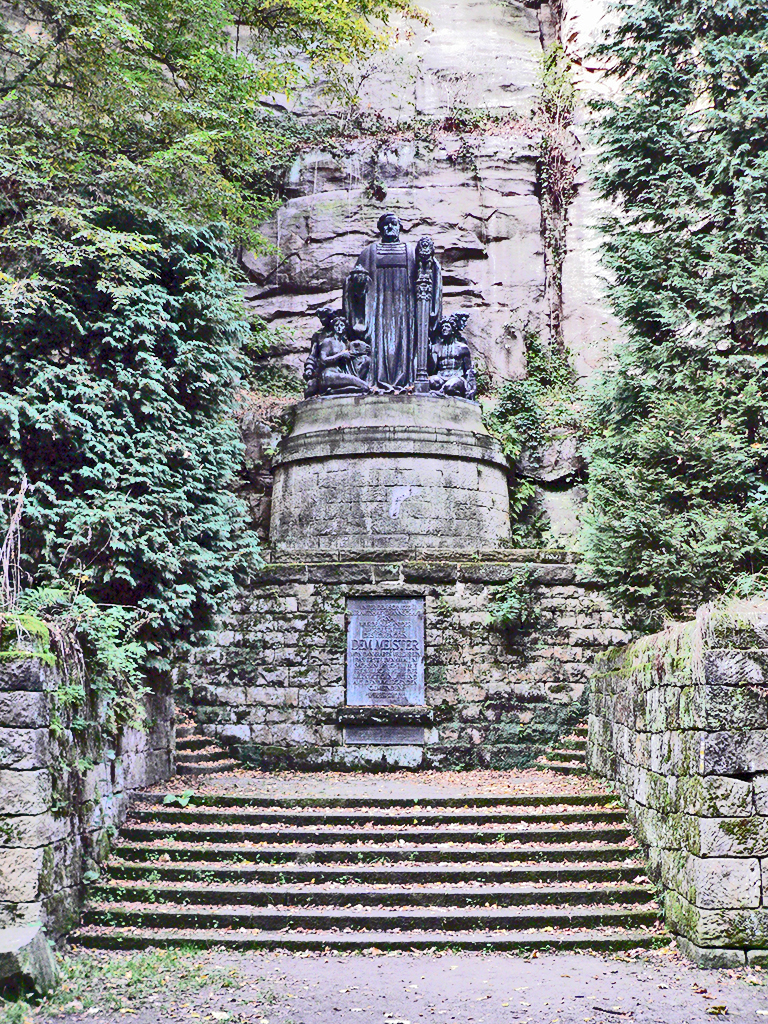
Denkmal mit Sandsteinsockel

Das Denkmal (Karte) stellt Wagner als Gralsritter dar. Zu seinen Füßen verkörpern fünf Figuren die Elemente seiner Musik: das Sphärische, das Lyrische, das Dramatische, das Dionysische und das Dämonische. Auf einem 8 Meter hohen Sandsteinsockel steht die 4,2 Meter hohe Skulptur Richard Wagners. Das Denkmal hat eine Gesamthöhe von 12,5 Meter. Es handelt sich um das erste Richard Wagner-Denkmal in Sachsen und um das größte der Welt.
Die Bronze entwarf 1911/12 der Bildhauer und Maler Richard Guhr. Er war Professor für Monumentalkunst an der Akademie Dresden und leidenschaftlicher Wagnerianer. Guhr hatte sich zum Ziel gesetzt, mit seinen Werken zum Ausdruck zu bringen, dass sich deutsche Malerei und das Deutschtum als kulturelle und staatliche Einheit nur aus der altdeutschen Malerei regenerieren und als Volkserziehungsmittel wirken können, wobei die künstlerische Phantasie als autonomes mythenschaffendes Prinzip bewertet werden soll. Aus einer Eigeninitiative heraus gestaltete er sein monumentales Wagner-Denkmal. 1912 wurde es fertiggestellt. Ursprünglich sollte es nach der Fertigstellung im Großen Garten in Dresden aufgestellt werden, der Ausbruch des Ersten Weltkrieges und die Wirtschaftskrise verhinderten dies jedoch. Das Denkmal geriet in Vergessenheit. Erst Anfang der 1930er Jahre entdeckte der Künstler Sizzo Stief die Bronze wieder und ließ sie auf einem Sockel am heutigen Standort an der Wesenitz errichten. Der Gastwirt der sogenannten Lochmühle im Liebethaler Grund in der Sächsischen Schweiz hatte ein Felsengelände auf seinem Grundstück zur Verfügung gestellt. Er versprach sich dadurch touristischen Zustrom. Der Standort bedeutete aber auch eine Integrierung in den Dichter-Musiker-Maler-Weg, eine Wandertradition, für die sich Guhr begeisterte. Auch Wagner hatte in der Sächsischen Schweiz Ruhe gesucht, als er den Lohengrin komponierte.
Richard Guhr finanzierte den Aufbau des Denkmals und den Sandsteinsockel. Zur endgültigen Aufstellung und Einweihung des Denkmals sollte es erst am 21. Mai 1933 kommen. Dies war der Vorabend von Wagners 120. Geburtstag und das Datum fiel gleichzeitig in die 700-Jahr-Feier der Stadt Pirna. Der Musikwissenschaftler Eugen Schmitz hielt die Einweihungsrede. Darin sagte er unter anderem:

„Als Künderin aller Herrlichkeiten von Gottes freier Natur hat Richard Wagners Kunst Monumentales verwirklicht. Dafür soll dieses monumentale Mal inmitten von Gottes freier Natur Zeuge sein.“

Außerdem sagt Schmitz, Wagner habe in seiner Kunst also auf monumentale Weise Deutschtum und völkische Kunst ausgedrückt. In König Heinrichs Aufruf im Lohengrin hieße es: „des Reiches Ehr' zu wahren, ob Ost ob West […], Was deutsches Land heißt, stelle Kampfesscharen, dann schmäht wohl niemand mehr das deutsche Reich“.
Darin sah Eugen Schmitz einen direkten Bezug zur Gegenwart:

„... denn auch wir waren ja bedroht von feindlichen Horden aus dem Osten, von den Kommunisten und Bolschewisten[…] Daß sie ihr Ziel nicht erreichten, das ist dem Aufbruch der Nation unter Führung Adolf Hitlers zu danken. Und so gilt auch für das Deutschland Hitlers, was für das Deutschland König Heinrichs galt, und was für unser Vaterland gelten soll, solange die Welt steht: ‚Nach Deutschland sollen noch in fernsten Tagen / des Ostens Horden siegreich nimmer zieh'n.“

Richard Guhr berichtete von zahlreichen Widerständen gegen seine Wagner-Ehrung. 1942 sollte das Denkmal zu Kriegszwecken eingeschmolzen werden. Der damalige Reichsminister für Wissenschaft, Erziehung und Volksbildung Bernhard Rust schrieb einen Brief an den Künstler, in dem er um Verständnis für dieses „Opfer für die Zukunft der Nation und die Erhaltung deutscher Art und Kultur..“ bat. Guhr konnte sich jedoch durchsetzen und das Denkmal blieb erhalten.
Unerwartete Schwierigkeiten bereitete die im Jahre 2013 erstmals wieder seit über 80 Jahren durchgeführte Oberflächensanierung, sodass nur ein Jahr später im September und Oktober 2014 die gesamte Prozedur von der beauftragten Restaurationsfirma nochmals durchgeführt werden musste. Grund war, dass das Denkmal – wie erst eine tiefe Laboruntersuchung zeigte – in den 1930er Jahren mit einer Pigmentschicht aus Eisenoxidschwarz, sogenanntem Magnetit, überstrichen worden war und es für diesen Vorgang keinerlei Aufzeichnungen gab. Weil neues Wachs und Magnetit sich nicht vertrugen, wurde die Denkmaloberfläche „pickelig“.
In mühevoller Kleinarbeit mussten alle alten Schichten komplett entfernt werden. Danach wurde die Bronzeoberfläche Stück für Stück erwärmt und mit Wachs bestrichen, sodass eine gleichmäßige Verteilung erfolgte. Danach wurde die Oberfläche von Hand poliert. Die Kosten teilten sich alle drei Beteiligten – die ausführende Firma, die Gemeinde Lohmen und das Landesamt für Denkmalpflege.

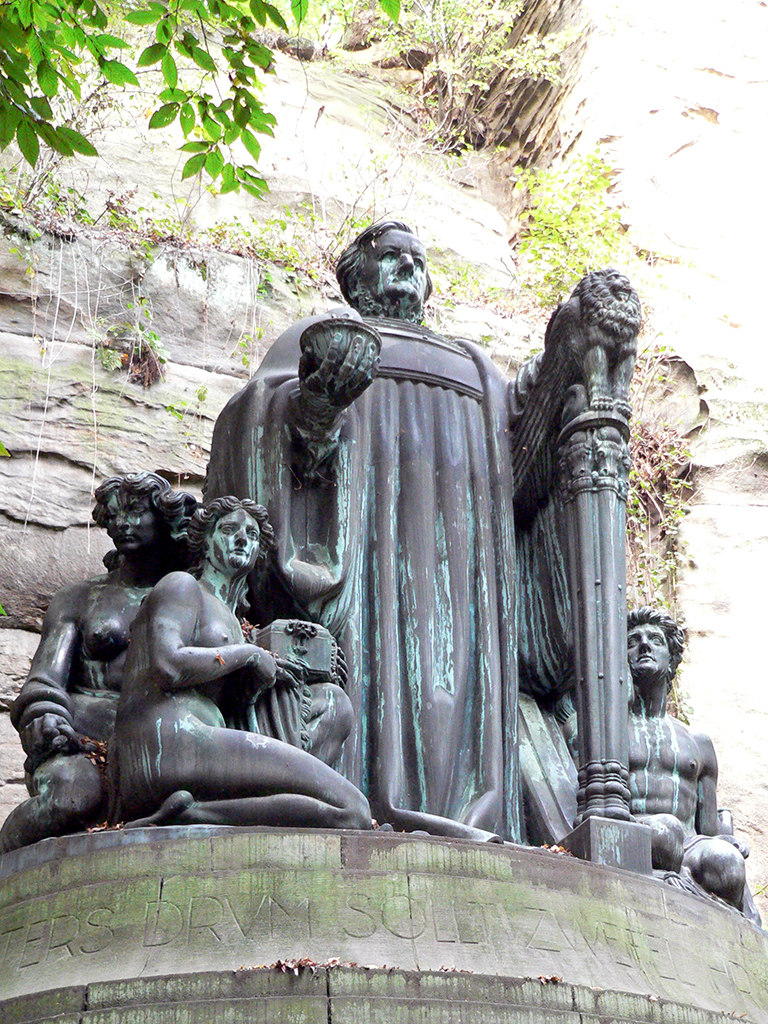
Der Gralsritter aus Bronze (Denkmalzustand vor der Sanierung 2013/2014)
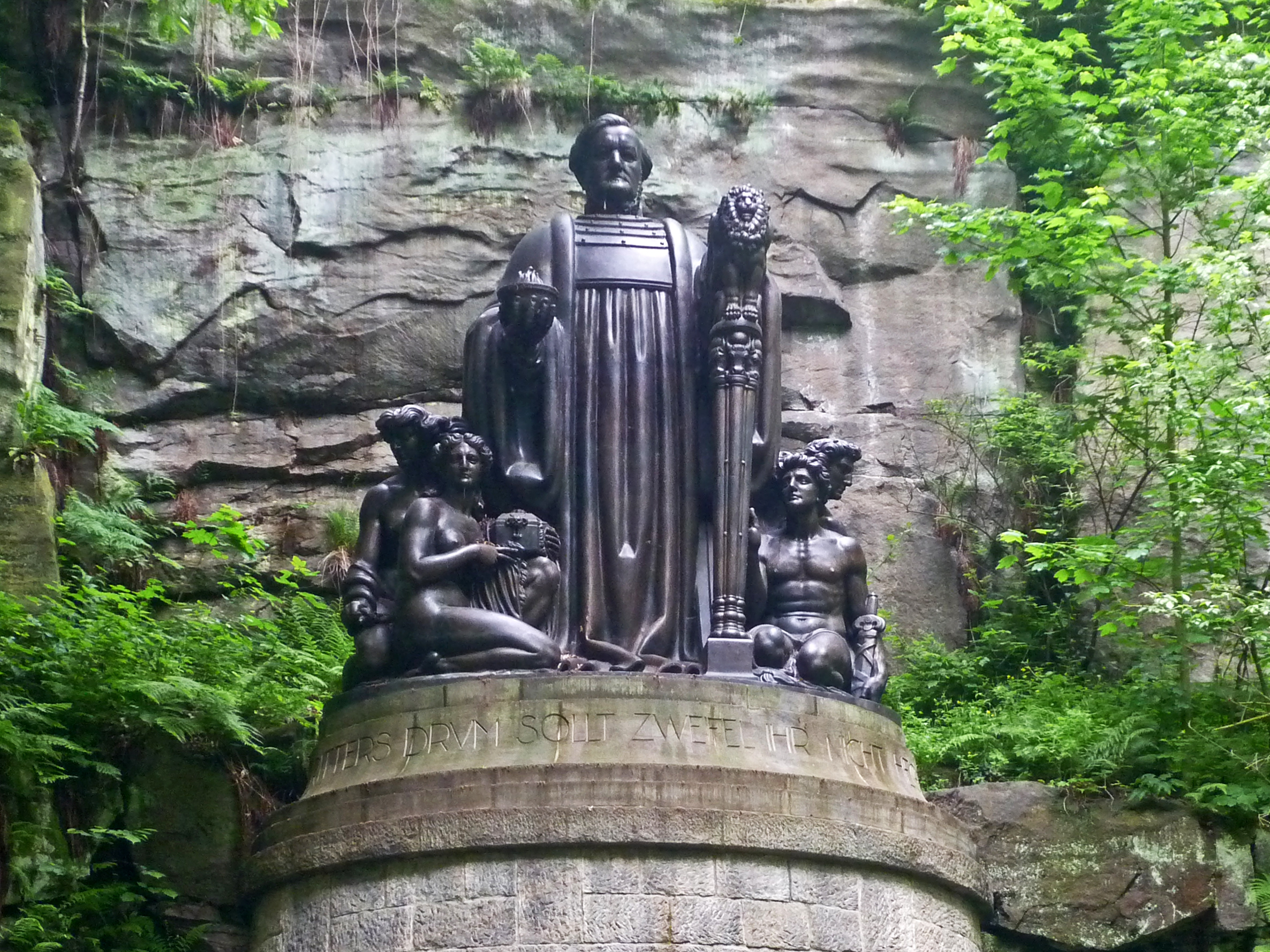
Denkmalzustand nach der Sanierung 2013/2014
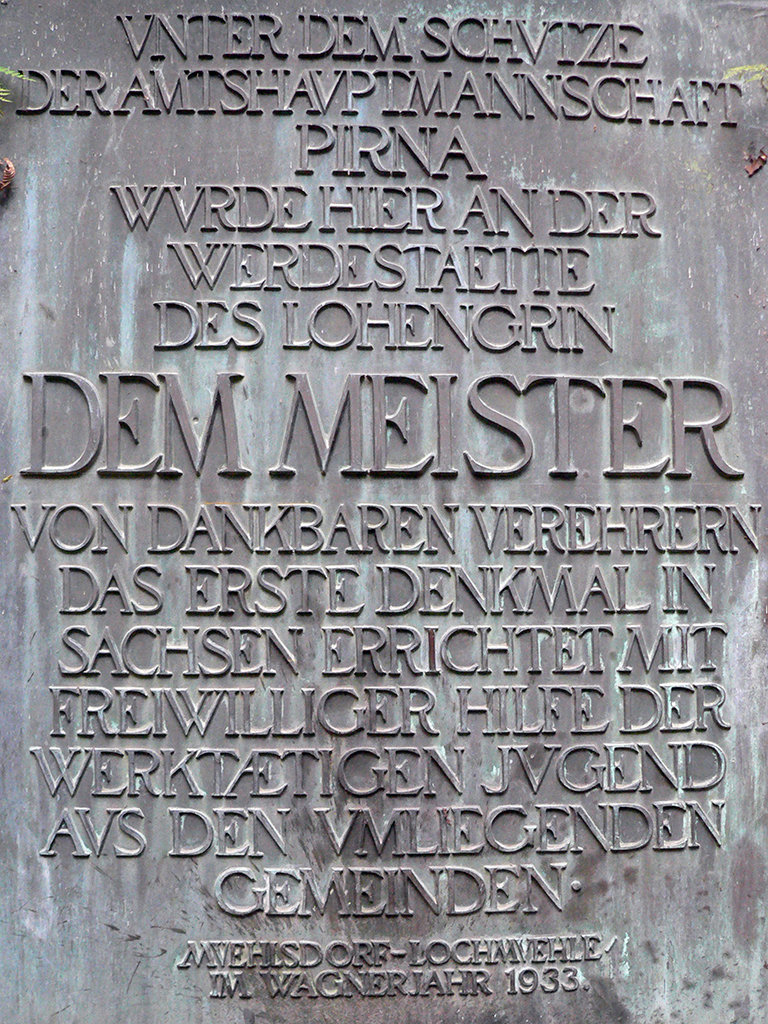
Bronzetafel im Sockel
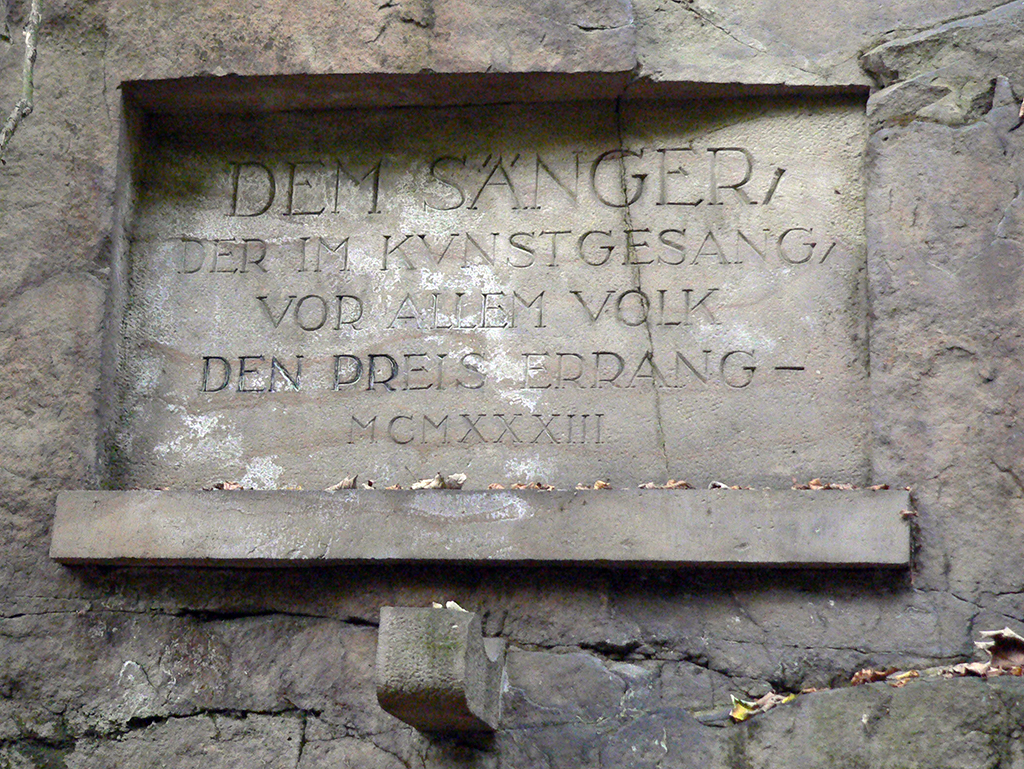
In den Fels gehauene Tafel zwischen Lochmühle und Denkmal

Inschriften der Tafeln
- Bronzetafel: „Unter dem Schutze der Amtshauptmannschaft Pirna wurde hier an der Werdestaette des Lohengrin dem Meister von dankbaren Verehrern das erste Denkmal in Sachsen errichtet mit freiwilliger Hilfe der werktaetigen Jugend aus den umliegenden Gemeinden – Muehlsdorf-Lochmuehle / im Wagnerjahr 1933.“
- Tafel im Fels: „Dem Sänger, der im Kunstgesang, vor allem Volk den Preis errang – 1933“